# Симо Ераковић
Симо Ераковић (1893 Велимље, Бањани - 1944 планина Јеловица, Бањани ) је био комита, резервни жандармеријски поручник и командант бањског батаљона Југословенске војске у Отаџбини.
За вријеме Првог свјетског рата прикључио се комитима који су се борили против аустроугарске окупације. Након ослобођења 1918. године отишао је да учи жандармеријску школу у Пећи. Био је заговорник идеје безусловног уједињења са Србијом што му комити који су били зеленаши нису опростили. Убили су му оца Мијајла а мајку Јовану тешко ранили. Симо Ераковић се касније осветио убицама.
Симо Ераковић је организовао чету од око 80 војника из Бањана са којом је кренуо у Херцеговину по избијању устанка 6. јуна 1941. године против усташа. Борио се око Билеће, Гацка, Стоца, Невесиња и др. Почетком 1942. године прикључио се партизанима и Сави Ковачевићу, али је убрзо напустио партизане због њихових злочина, првенствено због убиства попа Риста Јарамаза. Потом се прикључио Вучедолској бригади на челу са Иваном Јаничићем. Постао је командант бањског батаљона. И поред настојања комуниста да га ликвидирају Симо је успио да одоли честим засједама. При пробоју Граховског блока Симо, за разлику од већине вучедолских четника, одлучио је да са неколицином четника крене ка планини Голији да се прикључи попу Радојици Перишићу. Већина вучедолских четника је кренула ка Рисну у нади да ће их сачекати савезници. На путу ка Голији, Симо је упао у партизанску засједу и како га не би живог ухватили извршио је самоубиство. Партизани су потом отели његово оружје као и пиштољ валтер. Тек послије 40 година његов син Илија Ераковић је успио да пронађе његове посмртне остаке и да га достојно сахрани. Партизани су убили и Симовог брата Војина коме се гроб и даље не зна. Његова сестра Тијана је била удата за Риста Милутинова Мићовића, предсједника Бањске општине, једног од најугледнијих Бањанина, који је пострадао од злочиначке партизанске руке у блоку у Грахову, заједно са браћом, синовцима и бројним рођацима.
Симо Ераковић је био један од најугледних првака Бањана. Иако је био на страни четника спасио је живот тадашњем партизану Нику Миљанићу.